# Шупли камен
Шупли камен (на македонска литературна норма: Шупљи Камен; на албански: Shupli Kameni; на турски: Asısı Lili) е село в Северна Македония, в община Куманово.

## География
Селото е разположено в областта Жеглигово на десния бряг на река Пчиня.

## История
В края на XIX век Шупли камен е българско село в Кумановска каза на Османската империя. Според статистиката на Васил Кънчов („Македония. Етнография и статистика“) от 1900 година Шупли каменъ (Асъсъ Лили) е село, населявано от 344 жители българи християни.
Цялото население на селото е под върховенството на Българската екзархия. По данни на секретаря на екзархията Димитър Мишев („La Macédoine et sa Population Chrétienne“) в 1905 година в Шупли камен има 328 българи екзархисти и в селото функционира българско училище.
В учебната 1907/1908 година според Йован Хадживасилевич в селото има екзархийско училище.
В 1910 година селото пострадва при обезоръжителната акция.
При избухването на Балканската война в 1912 година 3 души от Шупли камен са доброволци в Македоно-одринското опълчение.
Според преброяването от 1994 година в Шупли камен има 123 северномакедонци и 1 сърбин. Според преброяването от 2002 година селото има 81 жители.
| Националност     | Всичко |
| северномакедонци | 80     |
| албанци          | 0      |
| турци            | 0      |
| роми             | 0      |
| власи            | 0      |
| сърби            | 1      |
| бошняци          | 0      |
| други            | 0      |

## Личности
Родени в Шупли камен
- Величко Кръстев, български революционер, деец на ВМОРО, четник на Кръсто Лазаров в 1915 година[7]
- Наста Величкова Шуплянова (1852 – ?), български революционер, куриер на ВМОРО[8]

Починали в Шупли камен
- Ангелко Алексов (Анджелко Алексич) (1876 – 1904), сърбомански четнически войвода, загинал в 1904 година при Шупли камен с цялата си чета

| Чета на Ангелко Алексов в сражението при Шупли камен | Чета на Ангелко Алексов в сражението при Шупли камен | Чета на Ангелко Алексов в сражението при Шупли камен |
| Име                                                  | Име                                                  | Родно място                                          |
| ---------------------------------------------------- | ---------------------------------------------------- | ---------------------------------------------------- |
| 1. Ангелко Алексов                                   | Анђелко Алексић                                      | Мидинци                                              |
| 2. Кръстьо Михайлов                                  | Крста Михаиловић                                     | Брезно                                               |
| 3. Марко Велков                                      | Марко Вељковић                                       | Буковляне                                            |
| 4. Георги Цветков                                    | Ђорђе Цветковић                                      | Лешок                                                |
| 5. Манойло Анастасиев                                | Манојло Анастасијевић                                | Йеловце (Горно или Долно)                            |
| 6. Мицко Кузманов                                    | Мицко Кузмановић                                     | Мидинци                                              |
| 7. Милан Дръндарев                                   | Милан Дрндаревић                                     | Прилеп                                               |
| 8. Милутин Стойкович                                 | Милутин Стојковићћ                                   | Ягодина                                              |
| 9. Стеван Шутович                                    | Стеван Шутовић                                       | Кучи                                                 |
| 10. Коце Аризанов                                    | Коце Аризановић                                      | Поречие                                              |
| 11. Йован Радосавлевич                               | Јован Радосављевић                                   | Ибърски Колашин                                      |
| 12. Тома Василевич                                   | Тома Васиљевић                                       | Драгачево                                            |
| 13. Спиро Пехливан                                   | Спира Пеливан                                        | Тетово                                               |
| 14. Джордже Йелекович                                | Ђорђе Јелековић                                      | Враня                                                |
| 15. Спаса Янкович                                    | Спаса Јанковић                                       | Враня                                                |
| 16. Проко Стоянов                                    | Прока Стојановић                                     | Поречие                                              |
| 17. Стоян Новаков                                    | Стојан Новаковић                                     | Поречие                                              |
| 18. Билан Чоков                                      | Билан Чоковић                                        | Гостивар                                             |
| 19. Груйо Стефков                                    | Груја Стевковић                                      | Гостивар                                             |
| 20. Михайло Коцич                                    | Михајло Коцић                                        | Валево                                               |
| 21. Гьоше Коцев                                      | Ђоше Коцевић                                         | Маргари                                              |

- Кръста Мисайлович (? – 1904), сръбски четнически деец
- Марко Велкович (? – 1904), сръбски четнически деец